# Seznam středních odborných učilišť v Praze
Seznam středních odborných učilišť v Praze uvádí některá střední odborná učiliště v Praze. Seznam není úplný.
| Název                                                                            | Typ      | Obory                                                                     | Adresa                   |
| -------------------------------------------------------------------------------- | -------- | ------------------------------------------------------------------------- | ------------------------ |
| Soukromá střední odborná škola a střední odborné učiliště BEAN, s.r.o.           | soukromá | doprava, cestovní ruch, management                                        |                          |
| Střední škola designu a umění, knižní kultury a ekonomiky Náhorní                | veřejná  | grafika,ekonomika, propagace, aranžování, knihkupectví, informační služby | U Měšťanských škol 525/1 |
| Odborné učiliště Vyšehrad                                                        |          | elektro, ubytování, potravinářství, pečovatelství                         | Vratislavova 6/31        |
| Střední odborné učiliště                                                         |          | elektro, automechanik, truhlář, montér                                    | Ohradní 57               |
| Odborné učiliště a Praktická škola Chabařovická                                  | veřejná  | potravinářství                                                            | Chabařovická 1125        |
| Střední odborná škola a Střední odborné učiliště, Praha - Čakovice               |          | potravinářství, podnikání,chovatelství                                    | Ke Stadionu 623          |
| Střední škola technická                                                          |          | elektro, kameník, stavebnictví, mechanik, ubytování                       | Zelený pruh 1294         |
| Střední odborná škola stavební a zahradnická                                     |          | stavebnictví, podnikání, management, zahradnictví                         | Učňovská 1               |
| Střední odborné učiliště služeb                                                  |          | umělecké obory, podnikání, kadeřník, krejčí, sedlář                       | Novovysočanská 501       |
| Střední odborné učiliště, Praha - Radotín                                        |          | mechanik, opravář                                                         | Pod Klapicí 11           |
| Gymnázium bratří Čapků a První české soukromé střední odborné učiliště, s. r. o. | soukromá | kadeřník, truhlář, cukrář, prodavač,                                      | Trhanovské nám. 129/8    |
| Odborné učiliště pro žáky s více vadami s.r.o.                                   | veřejná  | zahradnické práce, keramické práce, tkalcovské práce                      | Chelčického 2            |